# 特雷戈诺
特雷戈诺（法語：Trégonneau，法語發音：[tʁeɡɔno]）是法国阿摩尔滨海省的一个市镇，位于该省西北部，属于甘冈区，同时也是甘冈城市圈的一部分。

## 地理
特雷戈诺（48°36'42"N, 3°9'50"W）面积6.32 平方千米，位于法国布列塔尼大區阿摩尔滨海省，该省份为法国西北部沿海省份，位于布列塔尼半岛北部，北濒大西洋英吉利海峡，西接菲尼斯泰尔省，南至莫尔比昂省，东临伊勒-维莱讷省。
与特雷戈诺接壤的市镇（或旧市镇、城区）包括：凯尔莫罗克、帕比、普卢伊西、波姆里特勒维孔特、斯基菲耶克。

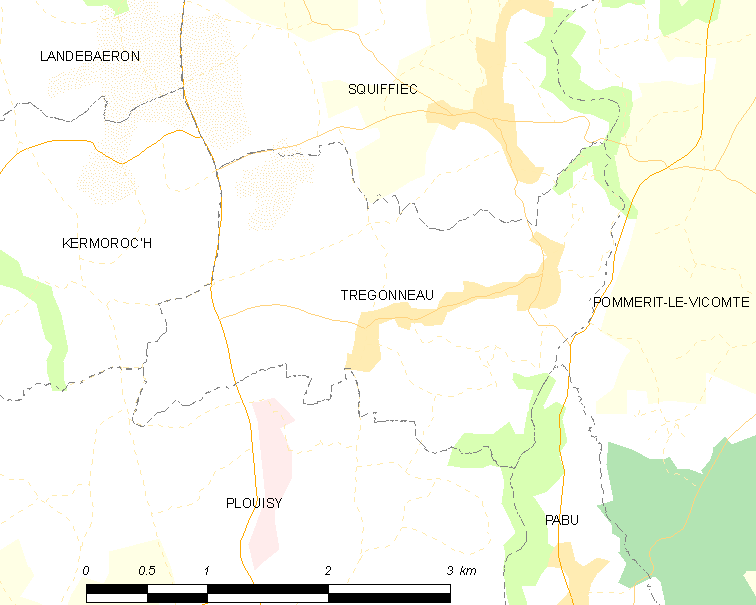
特雷戈诺的OSM定位图

特雷戈诺的时区为UTC+01:00、UTC+02:00（夏令时）。

## 行政
特雷戈诺的邮政编码为22200，INSEE市镇编码为22358。

## 政治
特雷戈诺所属的省级选区为贝加尔县。

## 人口

1962-2008年间特雷戈诺人口变化图示

特雷戈诺于2022年1月1日时的人口数量为523人。